# Cactus Motor Lodge
Le Cactus Motor Lodge est un ancien motel américain à Tucumcari, dans le comté de Quay, au Nouveau-Mexique. Construit en 1941 dans le style Pueblo Revival, il est inscrit au New Mexico State Register of Cultural Properties depuis le 5 décembre 2005 ainsi qu'au Registre national des lieux historiques depuis le 21 mars 2006. Il a un temps fonctionné comme un parc à caravanes connu sous le nom de Cactus RV Park avant d'être finalement démoli.